# 篠田鐐
篠田 鐐（しのだ りょう、1894年（明治27年）1月25日 - 1979年（昭和54年）5月8日）は、日本の陸軍軍人、実業家。最終階級は陸軍中将。工学博士。

## 経歴
愛知県出身。陸軍少将・工学博士、篠田金の長男として生まれる。東京陸軍地方幼年学校、中央幼年学校を経て、1914年（大正3年）5月、陸軍士官学校（26期）を卒業。同年12月、工兵少尉に任官し工兵第1連隊付となる。1917年（大正6年）11月、陸軍砲工学校高等科（23期）を卒業した。陸軍派遣学生として東京帝国大学工学部応用科学科で学び、1922年（大正11年）3月に卒業した。さらに同大学院で学び、1925年（大正14年）3月に修了した。
1925年5月、陸軍科学研究所員に発令。同第2部研究室主任を経て、1929年（昭和4年）11月から1932年（昭和7年）1月まで、イギリス駐在としてロンドン大学で学んだ。1932年1月、科学研究所員兼参謀本部付となる。1934年（昭和9年）3月26日、東京帝大から工学博士号を授与された。1938年（昭和13年）3月、工兵大佐に昇進。
1941年（昭和16年）6月、陸軍技術本部第9研究所長に就任し、同年8月、陸軍少将に昇進。1942年（昭和17年）10月、第9陸軍技術研究所長（登戸研究所）となる。1943年（昭和18年）4月、陸軍技術有功章を受章。1945年（昭和20年）3月、陸軍中将に進級し、同年12月、予備役に編入された。1947年（昭和22年）11月28日、公職追放仮指定を受けた。
戦後、1949年（昭和24年）6月、巴川製紙所取締役に就任し、以後、常務、専務、社長を歴任した。1962年（昭和37年）繊維学会会長。